# Ça tourne pas rond
Pour plus de détails, voir Fiche technique et Distribution.
Ça tourne pas rond (Cheese Chasers) est un cartoon Merrie Melodies réalisé par Chuck Jones en 1951. Il met en scène les deux souris Hubie et Bertie aux prises avec Claude le chat.

## Fiche technique
Sauf indication contraire, les informations mentionnées dans cette section peuvent être confirmées par la base de données cinématographiques IMDb,  présente dans la section « Liens externes ».
- Titre original : Cheese Chasers
- Titre français : Ça tourne pas rond
- Réalisation : Chuck Jones (comme : Charles M. Jones)
- Scénario : Michael Maltese
- Montage : Treg Brown (non crédité)
- Musique : Carl W. Stalling (non crédité)
- Production : Edward Selzer (non crédité)
- Production exécutive : John W. Burton (non crédité)
- Société de production : Warner Bros. Cartoons
- Société de distribution : Warner Bros.
- Pays d’origine : États-Unis
- Langue originale : Anglais
- Genre : dessin animé de comédie
- Format : Couleur Technicolor 35 mm, son mono, rapport de forme : 1.37 : 1, procédé cinématographique Spherical
- Durée : 7 minutes
- Dates de sortie : États-Unis :
  - 25 août 1951 (cinéma) Warner Bros.
  - 30 avril 1960  (rediffusion au cinéma)
  - 14 novembre 2004 (DVD) Warner Home Video

## Distribution
Sauf indication contraire, les informations mentionnées dans cette section peuvent être confirmées par la base de données cinématographiques IMDb,  présente dans la section « Liens externes ».
Voix originales :
- Mel Blanc : Claude le chat, la souris Hubie, le chien bulldog
- Stan Freberg : la souris Bertie  (non crédité)